# Cartwright-Roblin
Cartwright-Roblin es un municipio canadiense situado en la provincia de Manitoba.

## Superficie
Cartwright-Roblin tiene una superficie de 705,27 km².

## Demografía
En 2021, tenía 1336 habitantes, una densidad poblacional de 1,9 hab./km², y 489 viviendas.